# Zackenberg
Zackenberg – sezonowa stacja polarna położona na wschodnim wybrzeżu Grenlandii.

## Położenie i warunki
Stacja leży w dolinie Zackenberg, u stóp góry o tej samej nazwie, na Ziemi Króla Chrystiana X, w obrębie Parku Narodowego Grenlandii. Dolinę przecina nasunięcie, oddzielające kaledońskie podłoże gnejsowe na zachodzie od kredowych piaskowców i dolnokenozoicznych bazaltów. Obszar ten uległ deglacjacji około 8000 lat temu, występuje w nim ciągła wieczna zmarzlina. 60 km na zachód od stacji znajduje się krawędź lądolodu grenlandzkiego, a 25 km na południowy wschód od niej leży placówka wojskowo-badawcza Daneborg. Najbliższe miasto Ittoqqortoormiit znajduje się 450 km na południe od stacji.
Średnia temperatura na stacji to -9,0 °C, najcieplejszym miesiącem jest lipiec (6,1 °C), a najchłodniejszym styczeń, luty i marzec (w styczniu średnio -19,8 °C). Rocznie spada na niej 218 mm opadów, głównie w postaci śniegu.
Stację tworzy dziesięć budynków i magazyn paliwa. Dwa budynki przeznaczone są na laboratoria, jeden pełni rolę kuchni i magazynu żywności. Główny budynek mieszkalny dysponuje sauną.

## Fauna
Do ptaków występujących w obszarze badań w sąsiedztwie stacji należą płochliwe bernikla białolica i gęś krótkodzioba. W niewielkich jeziorach w dolinie występuje także nur rdzawoszyi, edredon turkan i lodówka. W pobliżu stacji można spotkać piżmowoły. Ze względu na możliwość spotkania niedźwiedzi polarnych poza doliną należy nosić ze sobą broń (w pobliżu stacji pojawiają się rzadko). W miesiącach letnich dokuczliwe mogą być komary.

## Działalność
Stacja jest własnością rządu Grenlandii i jest zarządzana przez Wydział Nauk Przyrodniczych Uniwersytetu Aarhus. Jej zadaniem jest badanie ekosystemu Arktyki. Program Zackenberg Ecological Research Operations (ZERO) obejmuje dokumentację ilościową struktury i funkcjonowania ekosystemu, badania zachodzących w nim zmian, analizy zmian środowiska w przeszłości na podstawie badań materii organicznej i nieorganicznej oraz eksperymenty służące przewidywaniu przyszłych reakcji na zmiany klimatu. Stacja oferuje wsparcie logistyczne dla badaczy i dane pochodzące z wieloletniego monitoringu środowiska.
W stacji jednorazowo mogą przebywać 24 osoby, dodatkowy budynek zlokalizowany w Daneborgu może pomieścić dalsze 10 osób. Stacja oferuje do dyspozycji badaczy laboratoria i zapewnia transport, zarówno na miejsce, jak i w obszarze badań. Poza sezonem letnim personel logistyczny przebywa w stacji tylko podczas realizowania wcześniej uzgodnionego programu badawczego; zimą stacja jest nieobsadzona. Dostęp jest możliwy drogą lotniczą, samolotem DHC-6 Twin Otter (stacja posiada lądowisko długości 450 m).